# Irantzu Lekue
Irantzu Lekue (Vitòria-Gasteiz, Àlaba, 28 d'agost de 1987) és una artista i activista cultural basca. Ha guanyat el premi Videotalentos de la Fundació Santander i el premi Memòries fotogràfiques de la Fundació Canal entre d'altres.
Llicenciada en Belles arts per la UPV/EHU, després de cursar estudis a la Universitat de Granada i en la Accademia di Belle Arti di Perugia (Itàlia). Postgraduada en fotografia en el Màster Photoespaña: Teories i projectes artístics a la Universitat Europea de Madrid i en cinema, amb titulació Oficial Internacional Bachelor in Creative Mitjana Production, a l'Escola Superior de Comunicació, Imatge i So (CEV) de Madrid i a la Universitat d'Essex (Anglaterra). Viu i treballa a Vitòria-Gasteiz.
En la seva pràctica artística ha passat per diferents etapes que han marcat la seva obra. Va començar amb obres introspectives que reflectien diferents estadis com la malaltia del càncer, les crisis d'identitat, la solitud, el bullyng, la mort o els abusos sexuals. Posteriorment els seus treballs han anat variant cap a una temàtica cada vegada menys personal i més social com el gènere, el racisme, la memòria històrica o a les injustícies socioeconòmiques utilitzant l'art com a eina per activar pensaments entorn de situacions hegemòniques i injustes en diferents ambients socials, totes molt lligades a l'art social.
Les seves obres conviden a les persones espectadores a formar part de les mateixes i a poder interactuar amb elles, per promoure la participació, reflexió i l'autocrítica. És per això que l'artista realitza accions a l'espai públic amb la finalitat de provocar algun tipus de reacció en la ciutadania convertint a l'espectador en participi o part de la seva obra. La seva praxi artística li ha portat també a ser denunciada davant els tribunals com va ocórrer amb l'ocupació artística de l'Edifici Krea de Vitòria-Gasteiz. Les seves instal·lacions artístiques es caracteritzen per estar compostes de reiteracions d'objectes quotidians que es distribueixen a través de l'espai, descontextualizando l'objecte, re-significant-ho i permetent una infinitat de lectures.
En 2016 va destacar la seva instal·lació artística "Aztarnak #10mila Joan - Etorrian" de gran grandària que aposta per "unir art i participació ciutadana" amb la qual va tancar el programa oficial "Ones d'Energia" de la Capitalitat Cultural Europea Donostia - Sant Sebastià DSS2016.

## Obres

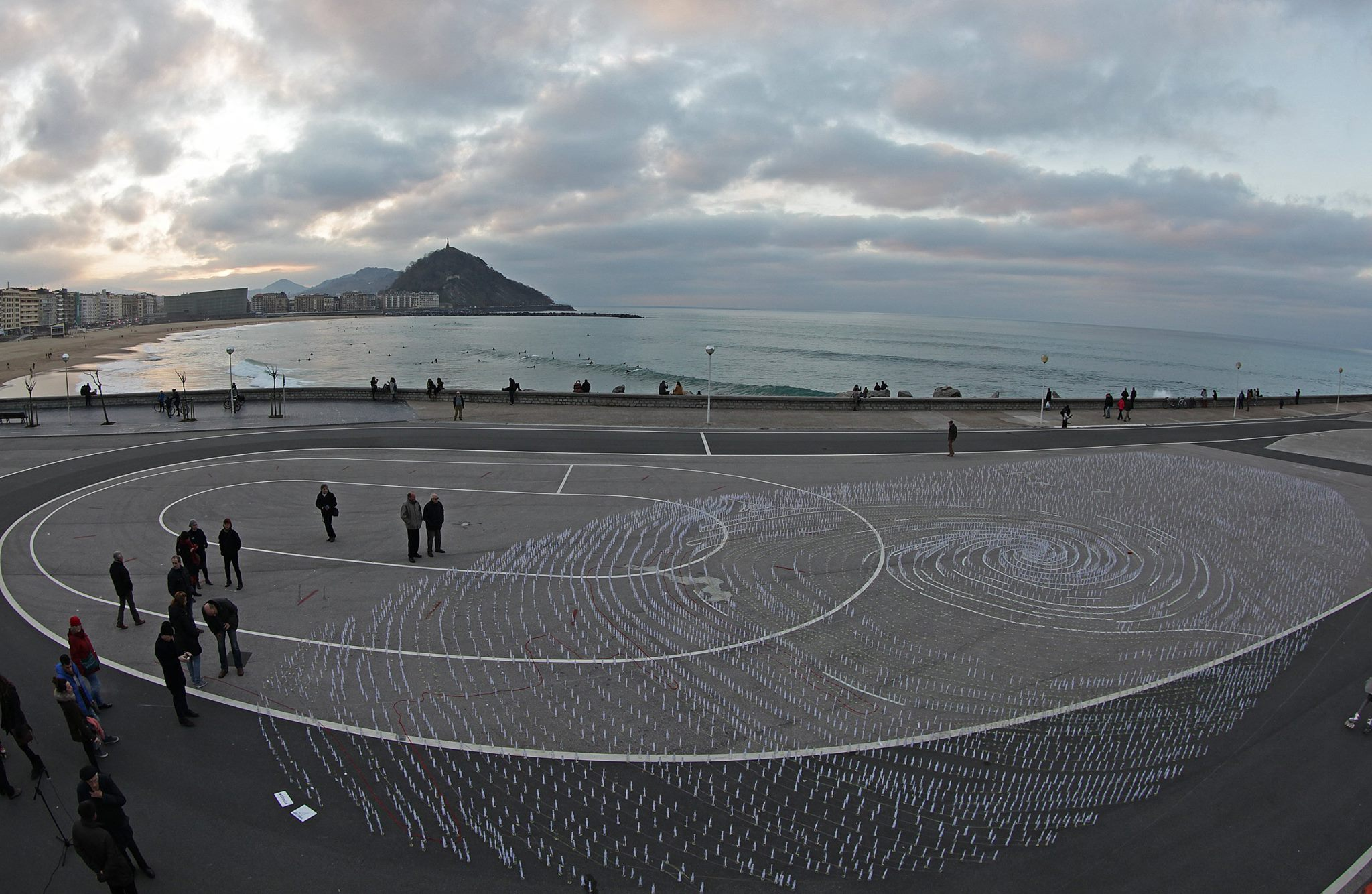
Instal·lació artística Aztarnak / Petjades. Sant Sebastià, 2016

- Aztarnak/Petjades #10mila Joan-Etorrian. Instal·lació artística composta per 10.000 ampolles amb missatges com a tancament de la Capitalitat Cultural Europea Donostia. Desembre 2016.[9][10][11]

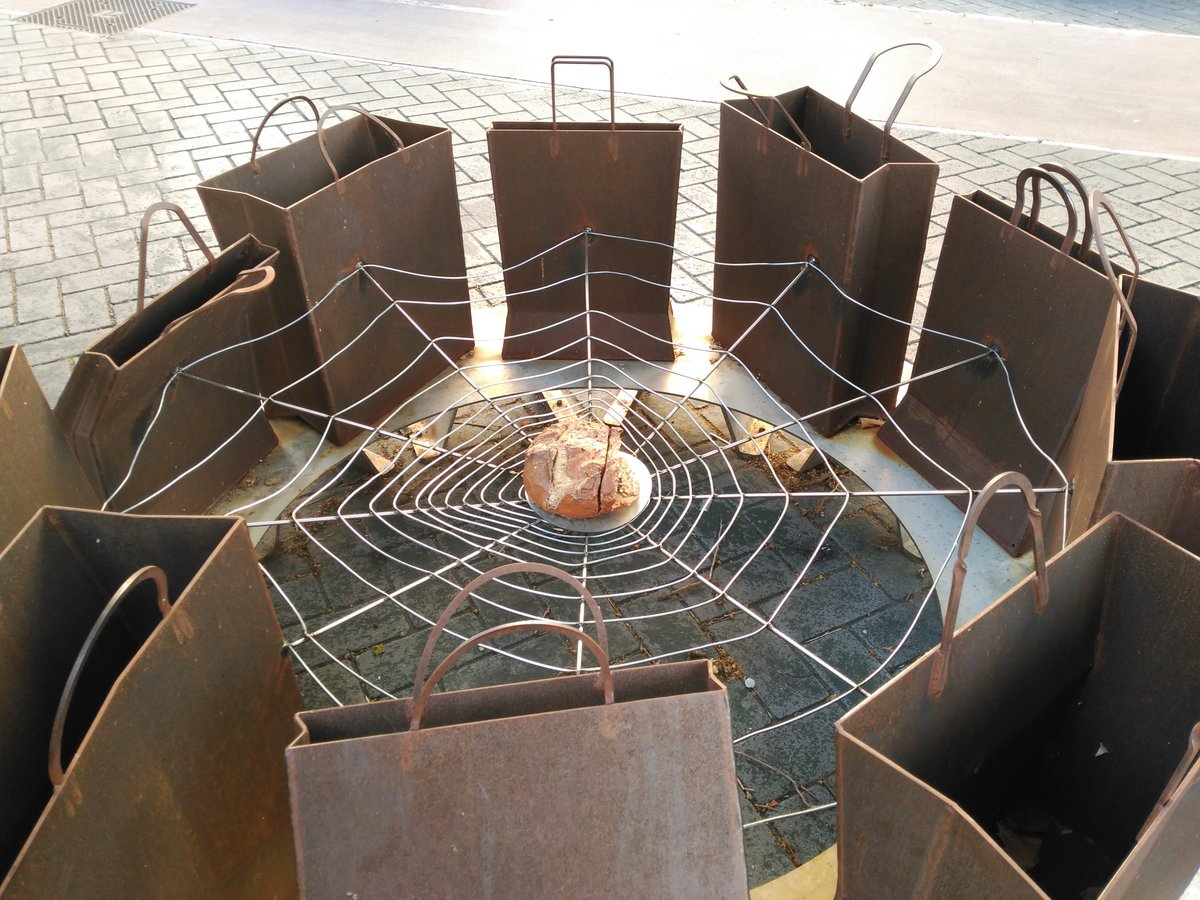
Emakumeen indarra, Irantzu Lekue (Barri de Zaramaga Vitòria-Gasteiz)

- Nahasiz Nahi: aprenent a conviure. Instal·lació artística participativa. Vitòria-Gasteiz, 15/10/2016.[12]
- Emakumeen indarra, Memorial 3 de març. Barri de Zaramaga. Vitòria-Gasteiz.[13]
- Índia Sensations. Centre Cultural Montehermoso. Vitòria-Gasteiz, 11/10/15-16/11/15.[14]
- Dancing 2 gether, Casa de Cultura Ignacio Aldecoa. Vitòria-Gasteiz, 24/09/15-26/09/15.[15]
- #6000zpt o El Príncepe y el pueblo. Instal·lació efímera en centre de Vitòria-Gasteiz, 17/04/15.[16][17]
- Exposició En los márgenes del arte d'Art Madrid IN/BE/OUT SIDE ART. Madrid, 11/02/2015.[18]
- Rangoli de Krea. Intervenció de protesta en edifici Krea. Vitòria- Gasteiz, 30/12/14.[19]
- Mientras hay vida... Centre Cultural Montehermoso. Vitòria-Gasteiz 11/02/2011-10/04/2011.[20]

## Premis i reconeixements
- Desengany. Premi Welcome Donostia, 2016.[21]
- El poder de la naturalesa. Primer Premio “Memòries Fotogràfiques”. Fundació Canal i Photoespaña, 2014.[22]
- Petjades d'identitat. Primer Premi. II. edició del Concurs Videotalentos. Openbank i Fundació Banc Santander, 2013.[23]
- Fotografia finalista en el concurs “Un imaginari de l'escultura”, exhibida en el Museu Nacional d'Escultura de Valladolid, 2013.[24]
- Esment especial en el Concurs Beldur Barik, 2013.[25]